# Сент-Этьен (округ)
Сент-Этьен (фр. Saint-Étienne) — округ (фр. Arrondissement) во Франции, один из округов в регионе Рона-Альпы. Департамент округа — Луара. Супрефектура — Сент-Этьен.
Население округа на 2006 год составляло 413 329 человек. Плотность населения составляет 397 чел./км². Площадь округа составляет всего 1041 км².

## Кантоны округа
- Бур-Аржанталь
- Ла-Гран-Круа
- Пелюссен
- Рив-де-Жье
- Сен-Жене-Малифо
- Сен-Шамон-Нор
- Сен-Шамон-Зюд
- Сен-Эан
- Сент-Этьен-Зюд-Уэст-1
- Сент-Этьен-Зюд-Уэст-2
- Сент-Этьен-Зюд-Эст-1
- Сент-Этьен-Зюд-Эст-2
- Сент-Этьен-Зюд-Эст-3
- Сент-Этьен-Нор-Уэст-1
- Сент-Этьен-Нор-Уэст-2
- Сент-Этьен-Нор-Эст-1
- Сент-Этьен-Нор-Эст-2
- Фирмини
- Шамбон-Фёжероль

## Коммуны округа
- Бессе
- Бур-Аржанталь
- Бюрдинь
- Вальфлёри
- Веранн
- Верен
- Виллар
- Гре
- Даргуар
- Дуазье
- Женьяк
- Жонзье
- Коломбье
- Л’Орм
- Л’Этра
- Ла-Валла-ан-Жье
- Ла-Версанн
- Ла-Гран-Круа
- Ла-Рикамари
- Ла-Талодьер
- Ла-Террасс-сюр-Дорле
- Ла-Тур-ан-Жаре
- Ла-Фуйуз
- Ла-Шапель-Виллар
- Ле-Бесса
- Ле-Шамбон-Фёжероль
- Лоретт
- Люпе
- Макла
- Маллеваль
- Марль
- Марсено
- Павезен
- Пелюссен
- Планфуа
- Рив-де-Жье
- Рош-ла-Мольер
- Руазе
- Салуар
- Селье
- Сен-Жан-Бонфонн
- Сен-Жене-Лер
- Сен-Жене-Малифо
- Сен-Жозеф
- Сен-Жюльен-Молен-Молетт
- Сен-Кристо-ан-Жаре
- Сен-Мартен-ла-Плен
- Сен-Мишель-сюр-Рон
- Сен-Поль-ан-Жаре
- Сен-Поль-ан-Корнийон
- Сен-Приест-ан-Жаре
- Сен-Пьер-де-Бёф
- Сен-Режи-дю-Куэн
- Сен-Ромен-ан-Жаре
- Сен-Ромен-лез-Атё
- Сен-Совёр-ан-Рю
- Сен-Шамон
- Сен-Эан
- Сент-Апполинар
- Сент-Круа-ан-Жаре
- Сент-Этьен
- Сорбье
- Тарентез
- Тартара
- Тели-ла-Комб
- Фарне
- Фирмини
- Фонтане
- Фресс
- Шаване
- Шаньон
- Шатонёф
- Шуйе
- Юнье